# Republic Plaza
Il Republic Plaza (in cinese 共和大厦) è un grattacielo di Singapore, edificio più alto della città insieme all'OUB Centre ed all'UOB Plaza One. Progettato dagli architetti Kisho Kurokawa Architects & Associates, è stato completato nel 1995.

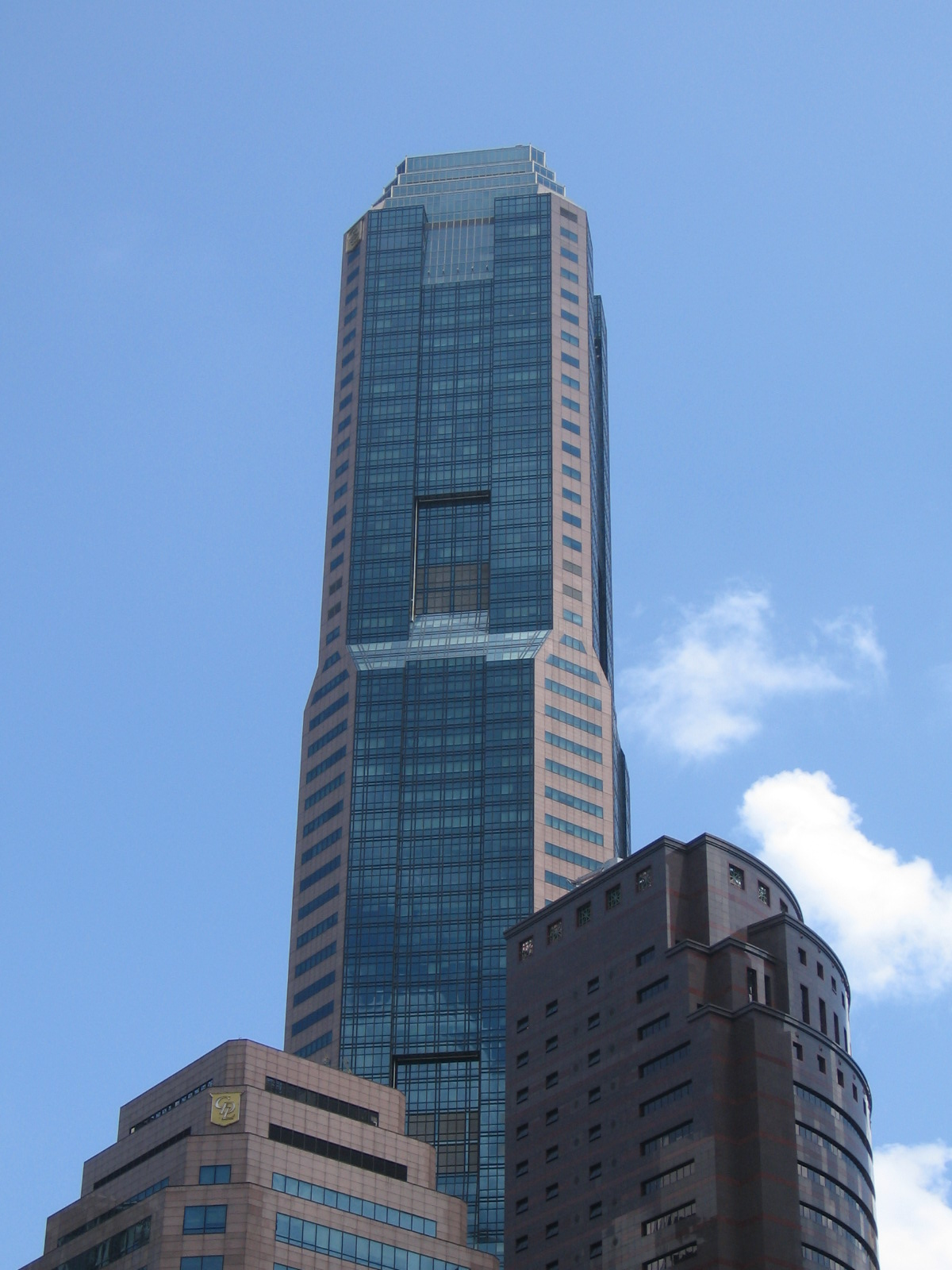